# 세이브 마트 센터
세이브 마트 센터(Save Mart Center)은 미국 캘리포니아주 프레즈노에 위치한 실내 경기장이다. 현재 NCAA 프레즈노 주립대학교 홈경기장으로 사용하고 있으면, 과거 ECHL 프레즈노 팰컨스의 홈경기장으로 사용했다.